# Жаскайрат (Уаліхановський район)
Жаскайра́т (каз. Жасқайрат) — село у складі Уаліхановського району Північноказахстанської області Казахстану. Входить до складу Кайратського сільського округу.
Населення — 139 осіб (2021; 239 у 2009, 276 у 1999, 450 у 1989).
Національний склад станом на 1989 рік:
- казахи — 100 %.